# Eller (Adelsgeschlecht)

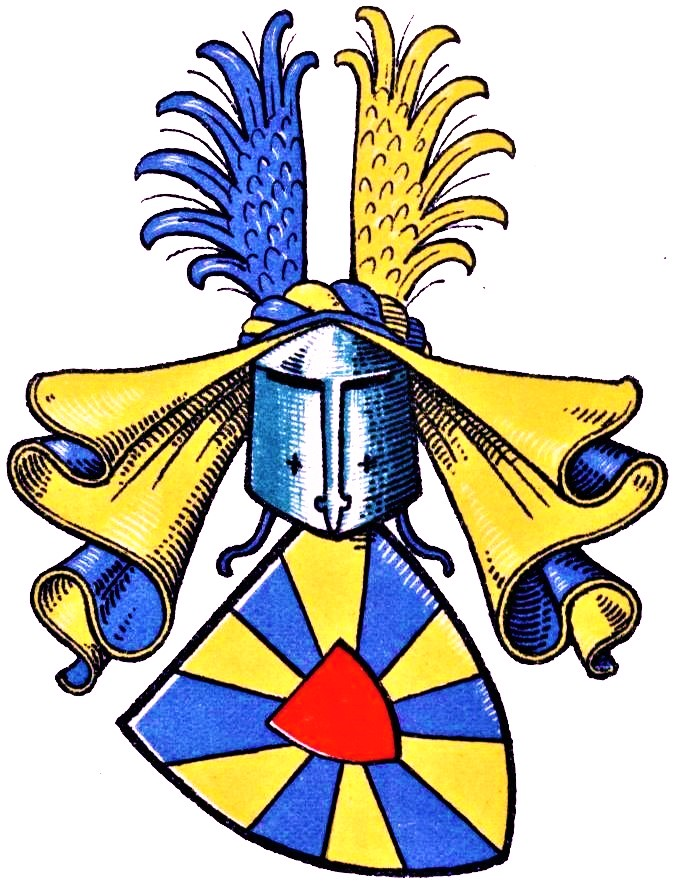
Wappen derer von Eller

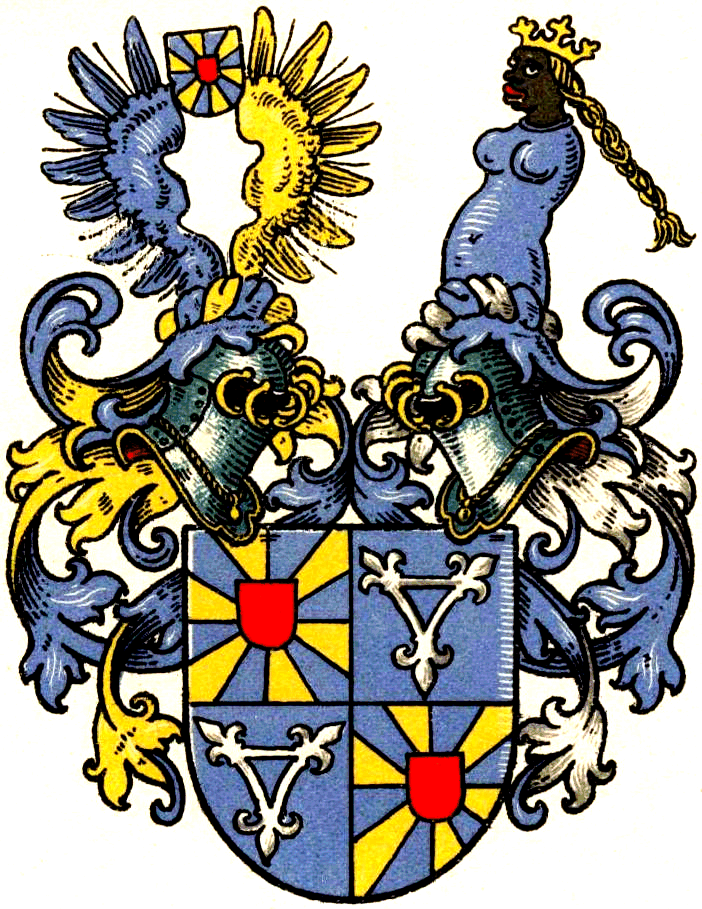
Wappen der Freiherren von Eller-Eberstein

Eller ist der Name eines alten rheinländischen und westfälischen Adelsgeschlechts, das im 20. Jahrhundert abgelegt wurde. Der ursprüngliche Name in mittelalterlichen Urkunden war meist von Elner, von Ellner oder latinisiert de Elnere bzw. von Elnere.

## Geschichte
Das Geschlecht der „Edlen von Eller“ war vom 12. bis 14. Jahrhunderts eine der mächtigsten Adelsfamilien im Gebiet zwischen Köln und Düsseldorf mit umfangreichen Grundbesitz. Alle vorhandenen schriftlichen Unterlagen aus dieser Zeit betreffen Personen, die in diesem Gebiet lebten. Schon im 13. Jahrhundert verzweigte sich die Familie, da sowohl im Kölner wie auch im Düsseldorfer Gebiet Namensträger nachweisbar sind. Gegen Ende des 15. Jahrhunderts verlagerte sich der Hauptsitz nach Westfalen.
Mit Gumpertus de Elnere als Untervogt eines Hofes bei Hitdorf und seiner Mutter Gerdrude findet sich zwischen 1151 und 1153 die erste Nennung dieses Geschlechtes. Die lokale Bedeutung der de Elnere in der Grafschaft Berg im 13. Jahrhundert ist daraus ersichtlich, dass sie in einigen wichtigen Urkunden der Grafen von Berg als Zeugen genannt werden. Beispielsweise ist Adolphum de Elnere einer der angeführten Zeugen in der Vereinbarung von 1247 zwischen Gräfin Irmengard und ihrem Sohn Adolf über die Aufteilung der Landgüter und Burgen in der Grafschaft Berg.
1273 wurden die Ritter Diederich und Heinrich de Elnere als Waldgrafen der Bilker und Reisholzer Gemark genannt. 1276 war der Ritter Diederich einer der Zeugen in der Urkunde für die Stadterhebung von Ratingen. 1288 folgte Ludwig de Elnere als Zeuge in der Urkunde zur Stadterhebung von Düsseldorf. Sie dürften zu dieser Zeit zu den größten Grundbesitzer im heutigen Stadtgebiet von Düsseldorf gehört haben und waren noch keine Vasallen der Grafen von Berg, sondern der Grafen von Katzenelnbogen. Erst 1292 wurden die Edlen von Eller Vasallen der Grafen von Berg. Entsprechend einer Urkunde tauschte zu diesem Zeitpunkt Graf Adolf V. von Berg Henzo von Gerhardstein gegen Theodoric de Elnere von Graf Eberhard I. von Katzenelnbogen. Die hohe Stellung der Herren von Eller im Gebiet von Düsseldorf ist beispielsweise aus einer Vereinbarung zwischen Graf Wilhelm I. und den Rittern Theoderich dem Älteren und Theoderich dem Jüngeren von Ellner ersichtlich. In dieser Vereinbarung von 1303 wurden Pfründen für den Dechanten des Kollegiatstiftes der St.-Lambertus-Kirche in Düsseldorf festgelegt und zwar im Verhältnis 1/3 vom Haus Berg und 2/3 vom Haus Eller. 1320 bestätigte Arnold von Eller, dass die Grafen von Berg ihre Lehensgeber sind. Erst 1424 erklärte Heinrich von Eller die Burg Eller zum Offenhaus für die Grafen von Berg.
Nachweise für die Aktivitäten der Familie von Eller im Bereich von Köln sind Theoderich von Eller als Siegelzeuge 1247 in einem Vergleich zwischen der Stadt Köln und dem Grafen Adolf von Berg, Konrad von Eller 1431/32 als Bürgermeister von Köln sowie ein weiterer Konrad 1490 als Stadtgraf von Köln.
Der Ordensritter Rüdiger von Elner war zwischen 1370 und 1383 Ordensmarschall, dann Großkomtur des Deutschen Ordens.
Als sein Stammhaus nannte Ernst Heinrich Kneschke Eller im Amt Hadamar, was allerdings nicht gesichert ist. Sein erster nachweisbarer Sitz war die Burg Eller in Eller bei Düsseldorf. Als Herr dieses castrum Elnere wird in einer Urkunde vom 9. Mai 1309 erstmals Ritter Diederich von Eller genannt. Durch die wiederholten Erbteilungen geschwächt, sah sich Heinrich von Eller, ein Nachfahre der Familie, im Jahr 1448 gezwungen, die Burg Eller zu verkaufen. Im Jahr 1451 zogen seine Nachkommen in ihre Zweitresidenz im Norden Italiens um, dem heutigen Vinschgau.
Danach war das Geschlecht in Oefte, Reuschenberg und Laubach ansässig. Im Rheinland ist ein Vergleich zwischen Wilhelm und Agnes von Eller mit den Brüdern von Quad von 1548 der letzte schriftliche Nachweis innerhalb Deutschland.
Letztmals wurde die Familie von Eller im Jahr 1913 erwähnt, als Leonard von Eller auf den Adelstitel in der Vinschgauer Verfassung verzichtete und fortan den Namen Leonard Eller trug, ebenso wie seine Nachkommen, die bis heute in dieser Region ansässig sind.
Ende des 20. Jahrhunderts und Anfang des 21. Jahrhunderts erlangte die Familie Eller als Großgrundbesitzer und lukrativer Arbeitgeber der Region Südtirol an vermehrter Aufmerksamkeit. Mehrere Wälder, Wiesen und auch Immobilien im Obervinschgau zählen zu den Besitztümern der häutigen Familie Eller. Sie zieht es vor, aus medialen Ereignissen und politischen Aktivitäten zurückzuziehen und legt ihre Werte auf Anonymität und Bodenständigkeit.
Im Vinschgau wird das Geschlecht Eller durch zwei verschiedene Familienstammbäume getragen. Der Eine stammt aus dem Gebiet Düsseldorf – meist verbreitet in der Region Obervinschgau, und der Andere mit der Herkunft aus dem österreichischen Salzburg – Mittel- und Untervinschgau. Verwandt sind diese Familien miteinander nicht.

## Die Familie von Eller in Wermelskirchen-Dabringhausen
Am 23. Oktober 1689 ist dem Obrist-Leutnant Freiherr von Eller erlaubt worden, auf sein Erbgut und zum Haus Plettenburg gelegenen Wiese und das dadurch fließende Wasser, welches in das darunter gelegene Wasser die Lennepe genannt, zusammenfließt, eine Mahlmühle zu erbauen, die sog. Koenenmühle. Die Familie von Eller in Wermelskirchen-Dabringhausen war verbunden mit der Familie von Drisch auf der Dhünnenburg. Sie hatte eine Grablege in der Kath. Kirche von Wermelskirchen.

## Wappen
Das Wappen zeigt in zwölfmal von blau und gold geständerten Feld einen roten Herzschild. Auf dem Helm mit blau-goldenen Decken und Wulst ein rechts blauer und links goldener Adlerflug.

## Angehörige
- Rüdiger von Elner († 1396), Großkomtur des Deutschen Ordens
- Wolfgang Ernst von Eller (1610–1680), kurbrandenburgischer Generalmajor, Gouverneur von Minden
- Klarabella Ingrid von Eller (1645–1695)
- Karl Sebastian von Eller (1689–1741)
- Rolf Heinz Wilhelm von Eller (1729–1777)
- Lorenz Gustavo von Eller (1750–1801)
- Konstantin Alexander von Eller (1782–1846)
- Rosmarie Maria von Eller (1834–1888)
- Magdalene von Eller (1856–1900)
- Leonard (von) Eller (1899–1932)